# Balatonederics
Balatonederics es un pueblo ubicado en el distrito de Tapolca, en el condado de Veszprém, Hungría.

## Superficie
Posee una superficie de 18,59 kilómetros cuadrados.

## Demografía
Hasta 2019 la población era de 986 habitantes, con una densidad de población de 53,04 habitantes por kilómetro cuadrado.